# Хирш, Лейла
Лейла Хирш (англ. Leyla Hirsch, род. 27 октября 1996 года) — американская женщина-рестлер. Наибольшую популярность получила, выступая в All Elite Wrestling (AEW), откуда ушла весной 2025 года.

## Карьера в рестлинге

### Независимые компании (2017–2021)
Хирш дебютировала в рестлинге 29 сентября 2017 года на шоу Combat Zone Wrestling Dojo Wars: Super Show 4 , где она проиграла Dojo DEEJ в межгендерном матче. Во время своего пребывания в CZW она работала с другими известными рестлерами, такими как Пенелопа Форд, с которой она встретилась 23 февраля 2018 года на CZW Greetings From Asbury Park и проиграла. 15 февраля 2019 года на CZW Dojo Wars SuperShow Seventeen Хирш безуспешно бросила вызов Эрану Эшу за чемпионский титул CZW Medal of Valor в матче «Последний живой».
Хирш также выступала в Westside Xtreme Wrestling, дебютировав 14 сентября 2019 против Валькирии на wXw Road To World Tag Team Festival: Neumünster. Она боролась в турнире wXw Femmes Fatales 2019, где ей удалось дойти до финального матча, призом в котором был матч за женский чемпионский титул wXw. В итоге она потерпела поражение от ЛюФисто. Хирш недолго выступала в японском промоушене World Wonder Ring Stardom, где она была частью группировки Tokyo Cyber Squad и часто выступала вместе со своими подругами по группировке Ханой Кимурой, Джангл Кьоной и Конами.

### All Elite Wrestling и Ring of Honor (2020–2024)
21 октября 2020 года Лейла Хирш впервые выступила в All Elite Wrestling на AEW Dark #58, где проиграла Хикару Cиде. 22 октября 2020 года на AEW Dynamite она безуспешно бросила вызов Серене Диб за титул чемпиона мира NWA среди женщин. 10 февраля 2021 года на AEW Dynamite Хирш приняла участие в турнире AEW Women's World Championship Eliminator Tournament, проиграв Тандер Розе в пером раунде.
15 марта 2021 года президент AEW Тони Хан подтвердил, что Хирш официально подписала контракт с его промоушнами. 17 мая 2021 года  Лейла Хирш на AEW Dark: Elevation победила Наталью Маркову.

### После AEW и ROH (2025 - н.в.)
В марте 2025 года Хирш сообщила, что покинула промоушны Тони Хана. Первую половину года она провела в инди, также начав подработку вне рестлинга дизайнером интерьеров. Летом 2025 года прошло сообщение, что Хирш провела пробы в WWE на позицию рефери.

## Личная жизнь
Хирш родилась в Москве. В возрасте 8 лет она была удочерена американской парой и выросла в Хиллсборо Тауншип, Нью-Джерси. В возрасте 15 лет она начала заниматься борьбой. С конца 2018 года Хирш состоит в однополых отношениях с Эшли Вокс.
10 марта 2022 года осудила вторжение России в Украину и назвала Владимира Путина «жестоким диктатором».

## Титулы и достижения
Pro Wrestling Illustrated
- № 61 в топ 100 женщин-рестлеров в рейтинге PWI Women's 100 в 2021[14]
- № 473 в топ 500 рестлеров в рейстинге PWI 500 в 2020[15]